# Customer Development
Customer Development  é uma metodologia conhecida por contribuir para o início  do movimento denominado Lean Startup. O empreendedor e acadêmico americano Steve Blank é o principal responsável pelo desenvolvimento desta metodologia.  Em ''The Four Steps to the Epiphany'', Blank descreve o Customer Development como um processo para uma Startup encontrar o Product/Market Fit (alinhamento entre produto e mercado). No mesmo livro, o autor ainda expõe os limites do modelo tradicionalmente adotado pelas startups, motivando os empreendendores a fazerem válidas as suas hipóteses de mercado.

## Conceito
Muitas startups tem uma ideia, propõem uma solução e definem seu modelo de negócios baseado em suposições que elas tem do mercado. Mas nem sempre as suas suposições são as mais adequadas, e dessa forma elas somente descobrem isso quando o produto é lançado no mercado. 
O Customer Development considera que tudo definido no problema e na solução são apenas hipóteses que precisam ser testadas, validadas e renovadas. Dessa forma, depois de uma validação no mercado, é possível que a ideia inicial seja completamente modificada.
A metodologia propõe um processo iterativo e paralelo ao desenvolvimento do produto, criando um plano de negócios cada vez mais voltado à necessidade real do cliente e diminuindo assim o risco do produto não ser aceito no mercado.

## Product Development x Customer Development
Blank defende que o modelo de Product Development não é o mais adequado para as startups, e que ele pode ser o motivo de várias startups não darem certo. Essa metodologia possui algumas fases bem definidas: plano de negócios, desenvolvimento do produto, período de beta test e finalmente o lançamento. Seguindo essas fases, as questões acerca da venda e opinião do cliente são vistas apenas na última etapa, a de lançamento, onde o produto já está pronto e testado.
Esse ponto é muito discutido por Blank quando compara o modelo de Product Development ao modelo de desenvolvimento do cliente. O contexto de uma startup é diferente de uma empresa já desenvolvida, pois para uma startup, o mercado é novo, desconhecido e ainda não se sabe se a sua proposta inicial é realmente o que seu cliente precisa. Logo, o seu plano de negócios é baseado em hipóteses que dificilmente vai de acordo com as necessidades dos clientes e dessa forma, o empreendedor só vai descobrir o seu erro no lançamento do produto.
Muitas startups falham seguindo o Product Development, acreditando que seu plano de negócio já está completo. Elas se colocam numa postura de execução, focando no desenvolvimento do produto e acreditando que tudo vai dar certo na fase de lançamento. Essa situação pode piorar quando a startup recebe capital de risco de investidores. A startup gasta todo o dinheiro baseado no que foi planejado no plano de negócios, mas o mercado não aceita o produto da forma como tinha sido planejado inicialmente. Ela fica sem tempo para descobrir onde o erro ocorreu no planejamento e sem dinheiro para se recuperar. Blank considera que dessa forma a startup pode entrar na espiral da morte. 

Outro ponto discutido é a importância da entrada de capital para o sustento de uma startup. O ideal é que o desenvolvimento do plano de negócios ocorra em paralelo com o desenvolvimento do produto, dessa forma, a empresa pode se adaptar à necessidade do cliente, mas ao mesmo tempo possuindo algo para se sustentar.
Para Blank, o modelo de Product Development se adequa ao caso onde o problema e a solução são estáveis e conhecidos, o que é o caso de muitas empresas e até algumas startups. Mas no geral para as startups é necessária uma maior flexibilidade no desenvolvimento do plano de negócios e principalmente uma maior interação com o cliente. Para que assim, as hipóteses criadas inicialmente se adequem a situação real do mercado, evitando que os erros sejam descobertos no final e o seu produto seja apenas mais um, sem um cliente.

## O processo
O modelo tradicional de Product Development tem sido o grande responsável pelas empresas não encontrarem o Product/Market Fit. Essas empresas, em grande maioria, têm uma forte presença na Web e o seu maior componente de risco não é tecnólogico e sim de mercado. No livro citado, Steve Blank explica os problemas que há neste modelo. Diversas são as justificativas que Blank usa para explicar esses problemas. Uma delas é o fato de a grande maioria dos empreendedores serem adeptos de uma cultura baseada em opiniões e não em fatos. Ou seja, as hipóteses são estabelecidas mas quase não existe a preocupação em validá-las.
Outra justificativa que Blank cita é o fato de grande parte das startups focarem na execução e não no aprendizado. O empreendendor mesmo tendo conhecimento de que existem várias hipóteses não testadas, utiliza o plano de negócios para acompanhar a execução.

O processo de Customer Development é composto por 4 etapas: Customer Discovery, Customer Validation, Customer Creation e Company Building.

Etapas do Customer Development

### Customer Discovery
Nesta etapa do processo, Blank descreve como a startup deve encontrar o Problem/Solution Fit (alinhamento entre o problema e a solução).

Stop Selling, Start Listening (Pare de vender, comece a ouvir). Dentro da organização há apenas opiniões, não fatos. Para encontrar os fatos, o empreendedor deve buscá-los fora.

Test your hypothesis (Teste suas hipóteses). Duas hipóteses são fundamentais: o concepção do problema e do produto, que devem ser testadas. O empreendedor deve buscar quais são os maiores problemas do cliente (customer) e verificar se o produto de fato resolve esses problemas. Saber quanto o cliente pagará para resolver esses problemas e se eles concordam com a solução é fundamental. É nesta fase que a organização deve gastar boa parte do tempo refletindo sobre questões como o público alvo do produto, as necessidades desse público, qual o provável modelo de negócio (custos, preço do projeto, recursos chave, etc), os concorrentes do produto, as características do produto, o tipo de mercado (Market Type), benefícios do produto para os usuários, entre outros. Essa fase é um ciclo, que só deve ser terminado quando se tiver a certeza que o produto realmente resolve o problema de alguém.

#### Problem/Solution Fit
O alinhamento entre problema e solução é o principal objetivo da primeira etapa do processo de Customer Development. O problema do cliente deve ser claramente identificado e o produto deve atender às reais necessidades dos clientes.Como passar o primeiro desafio das Startups: encontrar a combinação Problema/Solução para o produto</ref> A organização só poderá passar para a próxima etapa se estiver encontrado o Problem/Solution Fit. Em The Four Steps to the Epiphany, Steve Blank afirma que, por exemplo, tendo cerca de 3 a 5 empresas assinando uma Carta de Intenções de Compra do seu produto seria evidência suficiente para se passar para a próxima etapa. Já para Startups Web (B2C ou B2SB), Sean Ellis usa como indicador o percentual de usuários que ficariam muito desapontados se o seu produto não existisse. Segundo ele, se esse número for maior que 40%, a Startup já encontrou a combinação Problema/Solução (Problem/Solution Fit). Em resumo, na fase de Customer Discovery, a empreendedor deve concentrar-se em estabelecer as suas hipóteses e transformá-las em fatos.

### Customer Validation
O Customer Validation, descrito por Steven Blank em seu livro, é o segundo passo do processo de Customer Development e oferece aos empresários uma forma de desenvolver os conhecimentos necessários para projetar seu modelo de negócio. Nesta fase, a seguinte questão deve ser respondida: Os clientes pagarão pelo seu produto? O empreendedor deve entender como funciona o ciclo de vendas e o modelo financeiro da empresa. O processo de vendas e de distribuição do produto devem ser validados.  O objetivo aqui é encontrar um modelo de vendas adaptável e escalável e validá-lo. Blank descreve Customer Validation como sendo um "método que permite o desenvolvimento de um processo de vendas". Segundo o autor, o fim da etapa de validação deve provar que o empreendedor encontrou um mercado e um conjunto de clientes que reagem positivamente ao produto.  É uma fase que valida o processo de vendas e marketing, onde tudo pode mudar, inclusive o cliente. Caso isso venha a acontecer, deve-se voltar para a etapa de Descoberta do Cliente onde um novo cliente vai ser analisado. Essa volta é conhecida como Pivô. Essa fase também é um ciclo de adaptação e melhoramento do plano de negócios.

### Customer Creation
Nessa fase é buscada uma maior demanda para a parte de vendas. Nela que se torna importante a busca por mais investimento e a definição de que tipos de mercados a startup irá participar. Esses mercados devem ser bem definidos e em cada um deles, estratégias de competição, análises de concorrência e análise de riscos devem ser definidas. É a fase onde é feita o ''Marketing Launch'' (anúncio do produto). A demanda para escalar a área de marketing e vendas é então criada.

### Company Building
Esta etapa é o marco do fim da transição entre uma organização focada no aprendizado para uma focada na execução. Nesta fase, a organização depara-se com os desafios de crescer e atingir o grande público. As estratégias de gerenciamento da empresa devem evoluir enquanto a empresa cresce.

## Aprendizado x Execução
As etapas do processo de Customer Development ainda são agrupadas em duas fases principais, que caracterizam a startup. A primeira fase é a fase de procura do negócio, onde se encontram as etapas de Customer Discovery e Customer Validation. Na segunda, a fase de crescimento do negócio, se encontram as etapas de Customer Creation e Company Building.

## Princípios do Customer Development
Blank, em seu livro The Startup Owner’s Manual coescrito por Bob Dorf, listou uma série de princípios do Customer Development. Para ele, são princípios que os empreendedores nunca devem esquecer:
- Se não existem fatos dentro do seu prédio, então saia.
- Combine Customer Development com Desenvolvimento Ágil.
- O fracasso é parte integrante da busca pelo seu modelo de negócio.
- Se você tem medo de fracassar, então você está destinado a fazê-lo.
- Interações e Pivôs são dirigidos por conhecimento.
- Valide suas hipóteses com conhecimentos.
- Sucesso começa com investidores e co-fundadores comprando a sua ideia.
- Nenhum plano de negócios sobrevive ao primeiro contato com clientes.
- Nem todas as startups são iguais.
- Métricas de startups são diferentes das de empresas existentes.
- Concordem no tipo de mercado – isso muda tudo.
- Tomada de decisões rápida e sem medo, tempo de ciclo, velocidade e ritmo.
- Se isso não é sobre paixão, você está morto no dia que abrir as portas.
- Títulos e funções em uma startup são muito diferentes de uma companhia.
- Preserve o dinheiro enquanto está procurando. Depois que encontrar, gaste.
- Comunique e compartilhe aprendizado.
- As startups precisam de conforto com o caos e a incerteza.